# Lựa chọn công cộng
Lý thuyết lựa chọn công cộng (hay lựa chọn công cộng) là "việc sử dụng các công cụ kinh tế để đối phó với các vấn đề truyền thống của khoa học chính trị ". Nội dung của nó bao gồm các nghiên cứu về hành vi chính trị. Trong khoa học chính trị, đó là một nhánh của lý thuyết chính trị tích cực nghiên cứu về lợi ích cá nhân của những chủ thể đại diện (cử tri, chính trị gia, quan chức) và sự tương tác của họ, có thể được mô tả bằng một số cách - sử dụng (ví dụ) tiêu chuẩn hạn chế tối đa hóa hữu dụng, lý thuyết trò chơi, hay lý thuyết quyết định.
Tờ Journal of Economic Literature phân loại lựa chọn công cộng như là một đề tài của kinh tế học vi mô, dưới JEL: D7: 'Phân tích về quá trình ra quyết định tập thể '(cụ thể là JEL: D72: "Mô hình kinh tế của quá trình chính trị: Tìm kiếm đặc lợi, Bầu cử, Lập pháp và Hành vi bỏ phiếu ").
Lý thuyết lựa chọn công cộng cũng liên quan chặt chẽ với lý thuyết lựa chọn xã hội, một cách tiếp cận toán học để tổng hợp các lợi ích cá nhân, phúc lợi hoặc phiếu bầu. Nhiều nghiên cứu ban đầu bao gồm khía cạnh của cả hai lĩnh vực và đều sử dụng các công cụ kinh tế và lý thuyết trò chơi. Vì hành vi của cử tri ảnh hưởng đến hành vi của các quan chức nhà nước, nên lý thuyết lựa chọn công cộng thường sử dụng kết quả từ lý thuyết lựa chọn xã hội. Phương pháp xử lý chung của lựa chọn công cộng cũng có thể được xếp vào môn học kinh tế công cộng.

## Bộ máy quan liêu
Một lĩnh vực nhánh quan trọng khác là nghiên cứu về quan liêu. Mô hình thông thường mô tả các quan chức hàng đầu như được lựa chọn bởi giám đốc điều hành và lập pháp, tùy thuộc vào việc hệ thống dân chủ là tổng thống hay quốc hội. Hình ảnh điển hình của một người đứng đầu văn phòng là một người có mức lương cố định, có bổn phận và mối quan tâm là phải làm hài lòng những người bổ nhiệm anh ta hoặc cô ta. Họ có quyền thuê và sa thải anh ta hoặc cô ta ít nhiều tùy ý. Tuy nhiên, phần lớn các quan chức là công chức có việc làm và lương được bảo vệ bởi một hệ thống công vụ chống lại những thay đổi lớn của các trưởng phòng được bổ nhiệm của họ. Hình ảnh này thường được so sánh với hình ảnh của một chủ doanh nghiệp có lợi nhuận thay đổi theo sự thành công của  công tác sản xuất và bán hàng, nhằm mục đích tối đa hóa lợi nhuận, và nằm trong một hệ thống lý tưởng mướn và sa thải nhân viên theo ý muốn. William Niskanen thường được coi là người sáng lập lý thuyết lựa chọn công cộng trên bộ máy quan liêu.

## "Lợi ích biểu đạt" và sự bất hợp lý dân chủ
Geoffrey Brennan và Loren Lomasky khẳng định rằng chính sách của thể chế dân chủ là thiên vị nhằm ủng hộ "lợi ích biểu đạt" và phớt lờ những xem xét mang tính thực tiễn và hữu dụng. Brennan và Lomasky phân biệt giữa lợi ích công cụ (bất kỳ loại lợi ích thiết thực nào, cả tiền tệ và phi tiền tệ) và lợi ích biểu đạt (hình thức thể hiện như tiếng vỗ tay). Theo Brennan và Lomasky, nghịch lý của việc bỏ phiếu có thể được giải quyết bằng cách phân biệt giữa lợi ích biểu cảm và công cụ.
Lập luận này đã khiến một số học giả về lựa chọn công cộng cho rằng chính trị bị vấy bẩn bởi sự phi lý trí. Trong các bài báo được đăng trên Tạp chí Kinh tế, nhà kinh tế Bryan Caplan cho rằng các lựa chọn của cử tri và các quyết định kinh tế của chính phủ vốn không hợp lý. Ý tưởng của Caplan được phát triển đầy đủ hơn trong cuốn sách của ông mang tựa đề Chuyện hoang đường về những cử tri lý trí (Princeton University Press 2007). Chống lại những lập luận của Donald Wittman trong Chuyện hoang đường về sự thất bại của thể chế dân chủ, Caplan tuyên bố rằng chính trị thiên vị ủng hộ niềm tin phi lý.    Theo Caplan, thể chế dân chủ đã bổ trợ một cách hiệu quả cho những niềm tin phi lý trí. Bất cứ ai có được lợi ích từ các chính sách phi lý như bảo hộ mậu dịch đều có thể nhận được lợi ích cá nhân trong khi phân tán chi phí của niềm tin đó vào toàn bộ công chúng. Là những người gánh chịu toàn bộ chi phí cho "niềm tin phi lý" của họ, họ sẽ vận động hành lang cho họ một cách tối ưu, có tính đến cả hậu quả và lời kêu gọi của họ. Thay vào đó, các chính sách giám sát dân chủ dựa trên niềm tin phi lý. Caplan định nghĩa tính hợp lý chủ yếu theo lý thuyết giá chính thống, chỉ ra rằng các nhà kinh tế chính thống có xu hướng chống lại chủ nghĩa bảo hộ và quy định của chính phủ nhiều hơn dân thường, và những người có học vấn cao hơn gần với các nhà kinh tế ở điểm số này, ngay cả sau khi kiểm soát các yếu tố rối rắm như thu nhập, sự giàu có hoặc liên kết chính trị. Một chỉ trích là nhiều nhà kinh tế không chia sẻ quan điểm của Caplan về bản chất của sự lựa chọn công cộng. Tuy nhiên, Caplan không có dữ liệu để bảo vệ quan điểm của mình. Trên thực tế, các nhà kinh tế thường thất vọng vì sự phản đối của công chúng đối với lý luận kinh tế.

## Lợi ích đặc biệt
Lý thuyết lựa chọn công cộng thường được sử dụng để giải thích các quyết định chính trị mang đến kết quả mâu thuẫn với lợi ích chung của người dân. Ví dụ, nhiều nhóm vận động và các dự án trong nền chính trị rổ thịt không phải mong muốn của một nền dân chủ nói chung. Tuy nhiên, có lý do để các chính trị gia ủng hộ các dự án này. Điều này làm họ cảm thấy bản thân quyền lực và có tầm ảnh hưởng. Thêm vào đó, lợi ích về mặt tài chính từ các cuộc vận động hành lang. Dự án có thể mang đến lợi ích cho khu vực bầu cử địa phương của vị chính trị gia đó, tăng phiếu bầu của khu vực hoặc tiềm lực tài chính cho chiến dịch. Chính trị gia tốn ít hoặc không mất chi phí để đạt được những lợi ích này, vì anh ta đang tiêu tiền công. Những người vận động hành lang quan tâm đặc biệt cũng đang hành động theo lý trí. Họ có thể nhận được sự ủng hộ của chính phủ trị giá hàng triệu hoặc hàng tỷ cho các khoản đầu tư tương đối nhỏ. Họ phải đối mặt với nguy cơ thua cuộc trước các đối thủ cạnh tranh nếu họ không tìm kiếm những ưu đãi này. Người nộp thuế cũng đang cư xử hợp lý. Chi phí đánh bại bất kỳ một sự cho đi nào của chính phủ là rất cao, trong khi lợi ích cho người nộp thuế cá nhân là rất nhỏ. Mỗi người dân chỉ trả một vài đồng xu hoặc một vài đô la cho bất kỳ sự ưu ái nào của chính phủ, trong khi chi phí kết thúc sự ưu ái đó sẽ cao hơn nhiều lần. Mọi người tham gia đều có những khuyến khích hợp lý để làm chính xác những gì họ đang làm, mặc dù mong muốn của khu vực bầu cử chung là ngược lại. Chi phí được khuếch tán, trong khi lợi ích được tập trung. Tiếng nói của các nhóm thiểu số có nhiều âm thanh để đạt được được nghe qua những tiếng nói của những người đa số thờ ơ với rất ít để mất cá nhân. Tuy nhiên, quan niệm rằng các nhóm có lợi ích tập trung sẽ thống trị chính trị là không đầy đủ vì nó chỉ là một nửa của trạng thái cân bằng chính trị. Một cái gì đó phải kích động những con mồi để chống lại ngay cả những lợi ích tập trung có tổ chức tốt nhất. Trong bài viết của mình về các nhóm lợi ích Gary Becker đã xác định lực lượng đối kháng này là tổn thất nặng nề từ việc săn mồi. Quan điểm của ông giới hạn cái được gọi là trường kinh tế chính trị Chicago và nó đã mâu thuẫn gay gắt với cái gọi là phe Virginia của sự lựa chọn công cộng do khẳng định rằng chính trị sẽ có xu hướng hiệu quả do tổn thất nặng nề phi tuyến tính và do để tuyên bố rằng hiệu quả chính trị làm cho lời khuyên chính sách không liên quan.
Mặc dù chính phủ tốt có xu hướng vì lợi ích công cộng thuần túy cho đông đảo cử tri, nhưng có thể có nhiều nhóm vận động có động lực mạnh mẽ để vận động chính phủ thực hiện các chính sách cụ thể có lợi cho họ, có khả năng gây thiệt hại cho công chúng. Ví dụ, vận động hành lang của các nhà sản xuất đường có thể dẫn đến một khoản trợ cấp không hiệu quả cho việc sản xuất đường, trực tiếp hoặc bằng các biện pháp bảo hộ mậu dịch. Các chi phí và tổn thất của các chính sách không hiệu quả như vậy được phân tán trên tất cả người dân, và do đó nhận được ít sự lưu tâm từ mỗi người dân. Mặt khác, các lợi ích được thụ hưởng và chia sẻ bởi một nhóm lợi ích đặc biệt nhỏ và do đó nhóm này luôn có động lực mạnh mẽ để duy trì chính sách gây tổn thất này bằng cách vận động hành lang. Do sự thiếu hiểu biết hợp lý, đại đa số cử tri sẽ không nhận thức được nỗ lực này; trên thực tế, mặc dù các cử tri có thể nhận thức được về các nỗ lực vận động hành lang nhằm thu lại các lợi ích đặc biệt, điều này chỉ có thể chọn cho các chính sách thậm chí khó đánh giá hơn bởi công chúng, thay vì cải thiện hiệu quả chung của chúng. Ngay cả khi công chúng có thể đánh giá các đề xuất chính sách một cách hiệu quả, họ sẽ thấy không thể tham gia vào hành động tập thể để bảo vệ lợi ích lan tỏa của họ. Do đó, lý thuyết gia kỳ vọng rằng nhiều lợi ích đặc biệt sẽ có thể vận động hành lang thành công cho các chính sách không hiệu quả khác nhau. Trong lý thuyết lựa chọn công cộng, những viễn cảnh về các chính sách kém hiệu quả của chính phủ được gọi là thất bại của chính phủ - một thuật ngữ gần giống với thất bại thị trường từ lý thuyết kinh tế học phúc lợi trước đó.

## Trục lợi
Một lĩnh vực liên quan chặt chẽ đến sự lựa chọn của công chúng là nghiên cứu về sự trục lợi tiền thuê(rent-seeking) hay gọi tắt là trục lợi. Lĩnh vực này nghiên cứu về chính phủ trong một nền kinh tế thị trường. Do đó, nhiều người coi nó như một lý thuyết kinh tế chính trị mới. Luận điểm cơ bản của nó là khi cả nền kinh tế thị trường và chính phủ đều hiện diện, các cơ quan chính phủ sẽ cung cấp nhiều đặc quyền thị trường. Cả các cơ quan chính phủ và những chủ thể tham gia thị trường vì lợi ích cá nhân đều sẽ tìm đến những đặc quyền này để tham gia vào việc trục lợi từ miếng bánh độc quyền. Người trục lợi sẽ hưởng được lợi ích cao hơn những gì thị trường sẽ mang lại, nhưng trong quá trình phân bổ nguồn lực theo cách tối ưu dưới góc độ xã hội.
Trục lợi bao hàm rộng hơn khái niệm lựa chọn công cộng ở chỗ nó áp dụng cho chế độ chuyên chế cũng như dân chủ và do đó, không liên quan trực tiếp đến việc ra quyết định tập thể. Tuy nhiên, những áp lực rõ ràng mà nó gây ra cho các nhà lập pháp, giám đốc điều hành, quan chức và thậm chí cả thẩm phán là những yếu tố mà lý thuyết lựa chọn công cộng phải tính đến trong phân tích các quy tắc và cơ chế ra quyết định tập thể. Hơn nữa, các thành viên của một tập thể đang lên kế hoạch cho một chính phủ  là khôn ngoan khi tính đến việc trục lợi tiềm năng.